# Stan & Ollie (Film)
Stan & Ollie ist eine britische Filmbiografie unter der Regie von Jon S. Baird aus dem Jahr 2018. In den Hauptrollen spielen Steve Coogan und John C. Reilly das weltberühmte Komikerduo Laurel und Hardy.

## Handlung
1937: Während der Dreharbeiten zu Zwei ritten nach Texas liegt Stan Laurel im Streit mit dem Produzenten Hal Roach, der das weltweit bekannte Duo seiner Ansicht nach viel zu geizig honoriert. Er schlägt seinem Filmpartner Oliver Hardy vor, sich von Roach zu lösen und weitere Filme selbst zu produzieren. Dieser ist jedoch vertraglich noch an Roach gebunden und möchte das Risiko einer Selbstständigkeit ohnehin nicht eingehen. So kündigt Laurel seinen Vertrag bei Roach, doch Hardy folgt ihm nicht und dreht dort zusammen mit dem gefallenen Stummfilmkomiker Harry Langdon die Komödie Zenobia, der Jahrmarktselefant. Erst danach kommen Laurel und Hardy wieder zusammen.
Der Film springt in das Jahr 1953: Laurel und Hardy sind nun 63 beziehungsweise 61 Jahre alt und werden von gesundheitlichen Problemen geplagt. Da in Hollywood kein Produzent mehr an ihnen interessiert ist, sie aber beide Geld benötigen, stimmen sie einer Tour durch Englands Music Halls zu. Dabei wird ihnen klar, dass zwar ihre alten Filme vom Publikum noch geliebt werden, das Duo Laurel & Hardy jedoch als Vergangenheit gilt – man hält sie zunächst für Imitatoren. Der Veranstalter der Tour, Bernard Delfont, konzentriert sich mehr auf seine jüngeren Talente, so dass sie zunächst vor größtenteils leeren Reihen spielen. Durch zusätzliche PR-Maßnahmen gelingt es ihnen allerdings, die Hallen zu füllen.
Das Duo möchte anschließend in England einen Film drehen, an dessen Drehbuch Laurel schreibt und der sich zu einer Robin-Hood-Persiflage entwickelt. Der zunächst interessierte Produzent in London ist jedoch telefonisch unerreichbar. Als Laurel schließlich dessen Agentur persönlich aufsucht, erfährt er nach langer Wartezeit von der Assistentin, dass die Finanzierung für den Film geplatzt ist. Er verheimlicht dies seinem gesundheitlich schon angeschlagenen Partner.
Zu den Auftritten in London reisen die Frauen der zwei Komiker an, was zu weiteren Konflikten führt, da Laurels eingebildete Frau ihren Mann bevormundet und andererseits Hardy (den sie für überschätzt hält) und dessen Frau sehr herablassend behandelt. Schließlich geraten Laurel und Hardy in handfesten Streit, nachdem Laurel Hardy vorgeworfen hat, mit der Produktion des Zenobia-Films ihre Freundschaft ohnehin schon verraten zu haben. Hardy entgegnet, es habe nie eine echte Freundschaft geben, da Laurel nur die Filmfigur Hardy liebe, nicht den Menschen dahinter.
Bei einem PR-Auftritt am nächsten Tag erleidet Hardy einen Herzinfarkt und darf nicht mehr auf die Bühne. Laurel spricht sich wegen des Streits mit ihm aus und geht dann zunächst mit Hardys Einverständnis auf Delfonts Vorschlag ein, die Tour mit einem alternativen Partner fortzusetzen, lässt jedoch den ersten Auftritt im letzten Moment platzen. Davon beeindruckt, bietet Hardy Laurel an, die restlichen Auftritte der Tour wieder gemeinsam zu absolvieren, er fühle sich gut. Beiden ist klargeworden, dass sie bei allen Konflikten doch für immer Freunde sind und sich nicht trennen können. Bei den letzten Auftritten in Irland werden sie enthusiastisch gefeiert.
Am Ende wird die Information eingeblendet, dass Laurel und Hardy nach dieser Tour nie wieder gemeinsam aufgetreten sind. Hardy starb vier Jahre später, Laurel schrieb bis zu seinem eigenen Tod weiterhin Sketche für sich und Hardy.

## Hintergrund
Stan & Ollie ist der dritte Spielfilm des Regisseurs Jon S. Baird. Seine beiden vorherigen Filme Cass – Legend of a Hooligan (2008) und Drecksau (2013) waren eher dem Sozialdrama oder Kriminalfilm zuzuordnen, weswegen er in einem Interview äußerte, dass er für diesen Filmstoff „auf dem Papier nicht die logische Wahl“ gewesen sei. Er sei allerdings schon immer ein großer Fan des Komikerduos gewesen und habe sich als Kind auch einmal als Stan Laurel bei einer Party verkleidet. Baird und Drehbuchautor Jeff Pope wollten den Fokus weniger auf die größte Erfolgszeit des Komikerduos in den 1930er-Jahren legen, sondern eher auf dessen spätes Leben und deren Freundschaft zueinander: „Wir wollten eine Liebesgeschichte über zwei Freunde erzählen, die sich Herausforderungen in ihrem Leben stellen, mit Geldsorgen, gesundheitlichen Problemen und Konfrontationen über Schwieriges, das in ihrer Vergangenheit passiert ist. Es ist eine einfache Geschichte, wirklich.“
Stan und Olli haben drei Touren durch Großbritannien, 1947, 1952 und 1953/54 unternommen. Anders als im Film dargestellt war ihr letzter Film Dick und Doof erben eine Insel im Jahre 1951 und daher wurde kein weiterer Film geplant. Der Robin-Hood-Film sollte nach ihrem vorletzten Film Dick und Doof als Stierkämpfer erfolgen, wurde aber nur 1947 erwähnt und nie gedreht.

## Veröffentlichung
Seine Weltpremiere hatte der Film am 21. Oktober 2018 beim London Film Festival, in die amerikanischen Kinos kam er am 28. Dezember 2018, in die britischen am 11. Januar 2019. In Deutschland lief er erst am 9. Mai 2019 in den Kinos an. Stan & Ollie, mit einem Budget von rund zehn Millionen US-Dollar gedreht, hat bisher weltweit über 23,6 Millionen US-Dollar eingespielt (Stand: 16. März 2019).

## Rezeption

### Kritiken
Das englischsprachige Kritikerportal Rotten Tomatoes meldet, bei insgesamt 198 Kritiken, eine positive Kritikerwertung von 92 % für den Film.
Wolf Lepenies zeigte sich in Die Welt vor allem von den Leistungen der Hauptdarsteller überzeugt: „Coogan und Reilly machen Stan & Ollie zu einem Meisterwerk der Einfühlung – in Gestik und Mimik ebenso wie in Tonfall und Tempo.“
Hannah Pilarczyk nannte den Film bei Spiegel Online ein „wunderbares Biopic“, das „sehr oft Form und Inhalt zur Deckung bringt“. Auch dank großer physischer Ähnlichkeit würden die beiden Hauptdarsteller das Komikerduo „derartig immersiv“ spielen, „dass sich ihre Leistung in das Gegenteil von Großschauspielerei verkehrt: Sie zeigen nicht ihre eigene Kunst, sondern die von Laurel und Hardy.“ Auch die Unaufgeregtheit der filmischen Erzählweise passe zu dem Komikerduo.
Rüdiger Suchsland kritisierte im SWR, der Film sei „an keiner Stelle auch nur annähernd so subversiv und anarchistisch“ wie das von ihm porträtierte Komikerduo. Die „schmierige Moral“ des Filmes sei, dass trotz des Leidens der Künstler die Show weitergehen müsse. „Alles ist von einer gewissen nostalgischen Melancholie, einer Sehnsucht für der guten alten Zeit durchtränkt. Diese Sehnsucht ist weniger bittersüß, als vor allem süßlich. Im Zweifelsfall wird hier alles weichgespült, bleibt nett und niedlich.“ Die interessanteste Figur des Films sei der von Danny Huston dargestellte Hal Roach.

### Auszeichnungen
Für die British Independent Film Awards 2018 erhielt der Film insgesamt sieben und für die British Academy Film Awards 2019 drei Nominierungen, unter anderem jeweils für Steve Coogan als bester Hauptdarsteller. Jon S. Baird, Jeff Pope und Faye Ward wurde für den besten britischen Film nominiert. Coogans Kollege John C. Reilly erhielt den Preis für die beste Hauptrolle der Boston Society of Film Critics und wurde jeweils für den Golden Globe und den Critics’ Choice Movie Award nominiert.